# ちわきまゆみ
ちわき まゆみ（1963年〈昭和38年〉2月2日 - ）は、日本の女性ボーカリスト、ラジオパーソナリティ。
本名、地脇 真由美（読みは同じ）。東京都渋谷区出身。跡見学園女子大学文学科卒業。
本項では、ちわきがメジャー・デビューする契機となった1980年代の音楽ユニット「MENU（メニュー）」についても記述する。

## 来歴・人物

### 生い立ち
父親は歯科医師。自ら「昔からミーハー」と語っており、最初にミーハーを感じたのは3歳の時にザ・タイガースを好きになったことで、後にモンキーズが好きになり、4歳でビートルズの映画『ア・ハード・デイズ・ナイト（ビートルズがやって来るヤァ!ヤァ!ヤァ!）』を見て感銘を受け、ビートルズファンになった。
音楽雑誌『ミュージック・ライフ』のグラビアを見てマーク・ボランのファンになり、10歳の時に東京ヒルトンホテル（現キャピトル東急ホテル）の前で来日したマークを待ち、マークに頭を撫でてもらったということがあった。
6歳下の妹がいたが、ちわきが12歳の時に交通事故で亡くなっている。その時を境に「この家族を盛り上げなくちゃいけない」と発起して、本格的に歌手を目指すようになったという。アルバム『Angel-We Are Beautiful』は、その妹のために作った作品だと語っている。中学生時代、キッスやエアロスミスに夢中だったこともあった。

### 音楽ユニット・MENUでの活動を経てソロ転身
ちわきは大学在学中から、バンドのボーカルとして活動していた。
リーダーの星渉（ほし わたる）と、「MENU」の原型となるバンド「Le Menu」を結成。当時は5人編成で、星とちわきの他、のちにDe-LAXを結成する京極輝男と鈴木正美、キーボードの内田理恵が在籍した。1980年代に流行した無国籍風ニュー・ウェイヴ・バンド色が強く、トーキング・ヘッズやバウ・ワウ・ワウ、エイドリアン・ブリューなどに影響を受けていたと星は語っている。その後、音楽性の違いから他のメンバーが脱退、星とちわきの2人でテクノポップユニット「MENU」を結成し、星が作曲、ちわきが作詞とボーカルという体制となった。
MENUとしては、ユピテルのレコードレーベル「ユピテルレコード」から、1983年に原マスミ、太洋民技（Pacific Ethno Techno）との共演でオムニバス・アルバム『明るい家族計画』をリリース。「オハヨーSONG」「パイナップル・プリンセス」の2曲で参加。MENU時代も鈴木正美はサポート・メンバーとして参加していた。
1984年には前述のアルバム『明るい家族計画』から自身が参加した2曲『オハヨーSONG／パイナップル・プリンセス』がシングルカットされた。ジャケットデザインは『明るい家族計画』がそのまま使用されている。その後同年にミニ・アルバム2枚、『Do Do'n' Ka-Don!（ドドンカドン!）』、『RAKU RAKU KIRAKU』をリリースした。
その後ユピテルレコードから東芝EMIの「EASTWORLD」レーベルに移籍。1985年8月にリミックス・ミニ・アルバム『Re-Face』をリリース。富士フイルム「フォトラマ」のCMに出演。MENUを解散、同年10月19日にソロデビューした。
ちわきがMENU時代に目指していたのは、オルタード・イメージのクレア・グローガンや、プラスチックスの佐藤チカであった。そのため、彼女らの歌声のように個性を持たないといけないと思ったことから、ロリータ&ニュー・ウェイヴ的なアプローチをしてみた、と語っていた。20代の頃はSM風の衣装が特徴的だった。コンサートなどで纏うビザールな衣装は、本人がSM店への取材を参考にして取り入れたという。
デビュー当時は「喝采」のヒットで知られるちあきなおみによく間違われ、実際に音楽雑誌などでも誤植が相次いだため『VOW』（宝島社）にも取り上げられた。

### ラジオパーソナリティとしての活動
1986年10月から1987年9月まで1年間、『オールナイトニッポン』（ニッポン放送）水曜2部（毎週水曜日深夜3時）のレギュラーラジオパーソナリティを担当。『インディーズベスト10』などインディーズ・バンドを特集した企画・コーナーなどを行っていた。
オールナイトニッポン第1部をスペシャルウィークのみ1回だけ担当した経験を持つ。その際に、定番のオープニングテーマ「BITTERSWEET SAMBA」を「うるさいから」という理由で止めさせた。同曲を放送中の自己都合で強制停止させたパーソナリティは現時点でちわきのみである。
2012年1月21日、J-WAVEの番組『OTOAJITO』で、クリス・ペプラーを相手に、キッスの長年の大ファンであることを語った。

## ディスコグラフィ

### MENU名義

#### アルバム
1. 明るい家族計画（1983年、ユピテルレコード、規格品番： YD25-0011） - 原マスミらとのオムニバス・アルバム
2. オハヨーSONG／パイナップル・プリンセス（1984年、ユピテルレコード、規格品番：YPR-8）-『明るい家族計画』からのシングルカット
3. Do Do'n' Ka-Don!（1984年、ユピテルレコード、規格品番：YV18-1001）- 5曲入りミニアルバム
4. RAKU RAKU KIRAKU（1984年、ユピテルレコード、規格品番：YV18-1002）- 6曲入りミニアルバム
5. Re-Face（1985年8月1日、東芝EMI/EASTWORLD、規格品番：WTP-40200）- 6曲入りミニ・アルバム。1曲を除き前述ミニ・アルバム2枚の収録曲のリミックス。

### ちわきまゆみ名義

#### シングル
1. GOOD MORNING I LOVE YOU / The Punk （1985年10月19日、WTP-17777）
2. エンジェル･ブルー / Yummy Yummy Yummy = ヤミ･ヤミ･ヤミ（1986年3月20日） - ファミリーコンピュータ用ゲームソフト『ハイドライド・スペシャル』イメージソング
3. よごれたいのに / Rock'n'roll Love Letter（1986年7月23日）
4. CiNIMACHiNEBURA / サイエンス・フィクション/ダブル・フィーチャー（英語版） / 恋のビューティフル･レボリューション / Pleasure Land （1986年11月21日、WTP-40210）
5. オーロラ･ガール / I Wanna Be Free（1987年1月22日）
6. SAVE ME / The Unconventional （1987年10月5日）
7. Be My Angel / Gold Dust Woman （1988年9月4日）
8. THE LOOK!（英語版） / Baby Blue Baby （1989年6月21日、CD：XT10-2387）
  - ロクセットのヒットシングルをカヴァー。
9. エスケープ / むかし私が愛した人（1994年5月25日）

#### アルバム
1. Jewels （1985年11月21日、東芝EMI、WTP-40203）
  1. A-GIRL（作詞：くらもちふさこ、作曲：吉田仁）
  2. GOOD MORNING I LOVE YOU（作詞・作曲：白浜久）
  3. DIAMOND IS MY BEST FRIEND（作詞：中森明夫、作曲：白浜久、ちわきまゆみ）
  4. MARBLE EYES（作詞；竹中仁見、作曲：吉田仁）
2. Angel ……We Are Beautiful （1986年6月4日、東芝EMI、WTP-90407、CD：CA32-1304）
  1. The World Is Beautiful（作詞；竹中仁見、作曲：吉田仁）
  2. Little Susie（作詞；くらもちふさこ、作曲：吉田仁）
  3. Birth Day（作詞；ちわきまゆみ、作曲：ホッピー神山）
  4. よごれたいのに（作詞；宇辺セージ、作曲：岡野ハジメ、ちわきまゆみ）
  5. ☽☆～Angel Blue（作詞；宇辺セージ(☽☆)、ちわきまゆみ、作曲：岡野ハジメ、ちわきまゆみ）
  6. Angel Fate（作詞；宇辺セージ、作曲：沖山優司）
  7. アドルフは王様（作詞；巻上公一、作曲：Banana）
  8. Lotta Love（作詞；宇辺セージ、作曲：吉田仁）
  9. Ride On The Cloud（作詞；ちわきまゆみ、作曲：岡野ハジメ、ちわきまゆみ）
  10. Metallic Heaven（作詞・作曲：渋谷ヒデヒロ）
3. Atttack Treatment （1987年2月4日、東芝EMI、WTP-90448、CD：CA32-1367）
  1. Aurora Girl（作詞；外間隆史、作曲：赤城忠治）
  2. Please Please（作詞；外間隆史、作曲：赤城忠治）
  3. 妖精の海（作詞；泉水敏郎、作曲：沖山優司）
  4. あなたなくなる（作詞；巻上公一、作曲：吉田仁）
  5. Angel Dust（作詞；ちわきまゆみ、作曲：沖山優司）
  6. Pistol Song（作詞；ちわきまゆみ、作曲：下山淳）
  7. CiNEMACHiNEBULA(MinxMIX)（作詞；外間隆史、作曲：岡野ハジメ）
  8. スキャンドール（作詞；石川あゆ子、作曲：ホッピー神山）
  9. Moonlight Madness（作詞；佐藤公理、作曲：成田忍）
  10. 遊星少女フィオラ（作詞；ピンキー青木、作曲：JUN）
4. Dangerous Is My Middle Name （1987年10月26日、東芝EMI、RT28-5015、CD：CT32-5015）
  1. Animal X（作詞；宇辺セージ、作曲：ホッピー神山）
  2. Dangerous Is My Middle Name（作詞；宇辺セージ、作曲：岡野ハジメ）
  3. Ha! Ha! Ha!（作詞；宇辺セージ、作曲：小松世周）
  4. Bloody Summer Days（作詞；ちわきまゆみ、作曲：下山淳）
  5. Moon Child（作詞・作曲：ちわきまゆみ）
  6. Save Me（作詞；ちわきまゆみ、岡野ハジメ、作曲：岡野ハジメ）
  7. Divine Love（作詞；佐藤公理、作曲：成田忍）
  8. Mosukoshi Baby（作詞；忌野清志郎、ちわきまゆみ、作曲：忌野清志郎）
  9. Happy Birthday Ceremony（作詞；石川あゆ子、作曲：赤城忠治）
  10. オカルトの恋人（作詞；巻上公一、作曲：朝本浩文）
5. Gloria （1988年9月23日、東芝EMI、CD：CT32-5277）
  1. Lady Universe（作詞・作曲：ちわきまゆみ）
  2. TVC Seven（作詞；吉田仁、宇辺セージ、ちわきまゆみ、作曲：吉田仁）
  3. Be My Angel（作詞；宇辺セージ、作曲：加藤和彦）
  4. One Shot Two Hearts（作詞；ちわきまゆみ、宇辺セージ、作曲：吉田光）
  5. Golden Shanghai（作詞；ちわきまゆみ、宇辺セージ、作曲：岡野ハジメ、ちわきまゆみ）
  6. Andy America（作詞；宇辺セージ、作曲：加藤和彦）
  7. Baby Blue Baby（作詞；ちわきまゆみ、宇辺セージ、作曲：ちわきまゆみ）
  8. Sister Moonshine（作詞；宇辺セージ、作曲：岡野ハジメ）
  9. Sunset Mirage（作詞；宇辺セージ、作曲：下山淳）
  10. 夏が悲しすぎて～Alexandria～（作詞；宇辺セージ、作曲：岡野ハジメ）
  11. September Song（作詞；宇辺セージ、作曲：ちわきまゆみ）
6. EROTIC & PAIN （1992年1月29日、東芝EMI、CD：TOCT-6385）
  1. Error（作詞；竹花いち子、作曲：白井良明）
  2. 恋のブギ･ウギ･トレイン（作詞；吉田美奈子、作曲：山下達郎）
  3. ふたり自身（作詞・作曲：小西康陽）
  4. 月をながめて（作詞；高橋幸宏、森雪之丞、作曲：高橋幸宏）
  5. 恋が途切れてく（作詞；辻睦詞、作曲：田島貴男）
  6. 禁じられた唇（作詞；大沢誉志幸、ちわきまゆみ、作曲：大沢誉志幸）
  7. 恋のブギ･ウギ･トレイン(HOUSE TRAIN MIX)（作詞；吉田美奈子、作曲：山下達郎）
7. Singles （1994年9月25日）
8. POPPERMOST '85〜'88 BEST/remastering（1999年7月16日）

## 出演

### ラジオ番組
- オールナイトニッポン（1986年10月 - 1987年9月、ニッポン放送、水曜2部担当）[1]
- ABC東京発 アーチストNOW （1987年10月 - 1988年9月、朝日放送、月曜日担当、パッパラー河合、サンプラザ中野と共演）
- ABCラジオシティ（1989年10月 - 1990年9月、朝日放送、水曜日担当、竹内義和と共演）
- ABCラジオパラダイス（1990年10月 - 1992年12月、朝日放送）
- 誠のサイキック青年団（朝日放送、不定期出演。実質最終回となった2009年3月8日放送分にも出演）
- CANON FM WONDERLAND（1994年頃、エフエム東京、萩原健太と共演）
- DoCoMo M-stage music presents "COMMUNE" （2001年4月 - 2003年9月頃、J-WAVE）
- REAL-EYES（2005年4月 - 2008年3月、ちわきはFM802の『REAL-EYES 802』を担当）
- Pop'n'Nuggets（2008年4月 - 2010年3月、FM802）
- THE MAJESTIC SATURDAY → THE MAJESTIC SUNDAY → THE MAJESTIC SATURDAY NIGHT → The Majestic Sunday Night （2010年4月 - 、FM COCOLO）
- COME ON! ROCKIN' ROAD（2016年4月 - 2020年11月、FM COCOLO、近藤真彦と共演）
- BUCK-TICK 櫻井敦司とくるみちゃんの部屋（2022年10月 - 12月、FM COCOLO、櫻井敦司（BUCK-TICK）と共演）[7]
- My Life, 10 Stories（2025年4月 - 、FM COCOLO、中西健夫と共演）[8]

### テレビ番組
- 青春プレーバック（1986年4月 - 、NHK総合） - インタビュアーとしてレギュラー出演
- ミュージックトマトWorld Friday（1986年4月 - 1988年3月、テレビ神奈川） - 松岡英明と共同司会
- パコ2CH あ・きすとぜねこ（1990年4月 - 降板時期不明、東海テレビ）
- 夢の乱入者(1990年6月2日 関西テレビ)
- free beat（1999年10月 - 2000年9月、関西テレビ）
- スペースシャワーTV

### テレビドラマ
- あいつがトラブル 第2話「おまえなんか刑事やめちまえ」（1989年12月9日、フジテレビ）

### 映画
- 火星のわが家（2000年、TAC） - 原沢久仁子 役

### ミュージック・ビデオ
- キャプテンストライダム「ブギーナイト・フィーバー」（2009年）